# Benedykt Rymer
Benedykt Rymer (ur. 5 kwietnia 1916 w Bottrop, zm. 17 lipca 1942 w Berlinie) – polski harcerz, członek sztabu Okręgu Śląskiego Związku Walki Zbrojnej.

## Życiorys
Urodził się 5 kwietnia 1916 roku w Bottrop (Nadrenia Północna-Westfalia), w rodzinie górnika i działacza polonijnego. Jego ojciec Jan był górnikiem, współzałożycielem Związku Towarzystw Katolickich w Bochum, prezesem kilku organizacji polonijnych w Bottrop: Towarzystwa Oświatowego, Towarzystwa Polek oraz Komitetu Towarzystw.
Był także w zarządzie miejscowej filii Zjednoczenia Zawodowego Polskiego. Po zakończeniu I wojny światowej, jego ojciec wraz z rodziną został skierowany przez ZZP do pracy na Górnym Śląsku. Zamieszkał w Raciborzu.
W połowie 1921 roku Rymerowie przenoszą się do Królewskiej Huty (obecnie Chorzów). Ojciec Jan współorganizuje miejscowy Zakład Ubezpieczeń Społecznych.
W 1922 roku podjął naukę w szkole powszechnej, a następnie w Państwowym Gimnazjum im. Odrowążów w Chorzowie. Podczas nauki wstąpił do Związku Harcerstwa Polskiego. W 1934 roku, po uzyskaniu świadectwa maturalnego, podjął naukę w Śląskich Technicznych Zakładach Naukowych w Katowicach.
Po ukończeniu edukacji podjął pracę jako chemik w Zakładach Koksowniczych w Chorzowie Batorym.
Po wybuchu II wojny światowej pozostał wraz z bratem Michałem w Chorzowie, jego rodzina początkowo wyjechała do Zaleszczyk, ale pod koniec października powróciła do miasta.
11 listopada 1939, wraz z braćmi: Michałem i Władysławem zaprzysiężony jako członek konspiracyjnej Polskiej Organizacji Partyzanckiej, podległej krakowskiej strukturze Służby Zwycięstwu Polski (nazywanej Polskimi Siłami Zbrojnymi). Przyjął pseudonim „Pollux”. Porzucił pracę na rzecz okupanta i zaangażował się całkowicie w działalność konspiracyjną o charakterze wywiadowczym oraz werbunkowym. Pod koniec listopada wraz z rodziną przeprowadza się do Mikuszowic.
Od stycznia 1940 roku redaktor oraz szef kolportażu konspiracyjnej gazety „Świt”, wydawanej przez Okręg Śląski Związku Walki Zbrojnej. Od czerwca 1940 roku sekretarz ppor. rez. Józefa Korola, komendanta Okręgu Śląskiego ZWZ. Od sierpnia 1940, na polecenie władz konspiracyjnych, zamieszkał w Wiśle.
19 listopada 1940 aresztowany wraz z braćmi przez gestapo. Ponad rok torturowany w śledztwie, osadzony początkowo w więzieniu w Katowicach, następnie w więzieniach w Bytomiu, Mysłowicach, a następnie do więzienia Moabit w Berlinie.
Wraz z członkami kierownictwa śląskiego ZWZ oskarżony o zdradę stanu przed Trybunałem Ludowym w Berlinie. Po trzydniowym procesie, 7 marca 1942 skazany wraz z bratem Michałem na karę śmierci. Adresowana do Hitlera prośba rodziny o ułaskawienie została odrzucona.
Zmarł w dniu 17 lipca 1942 w Berlinie, stracony wraz z bratem przez hitlerowców.